# Praça Comendador Müller

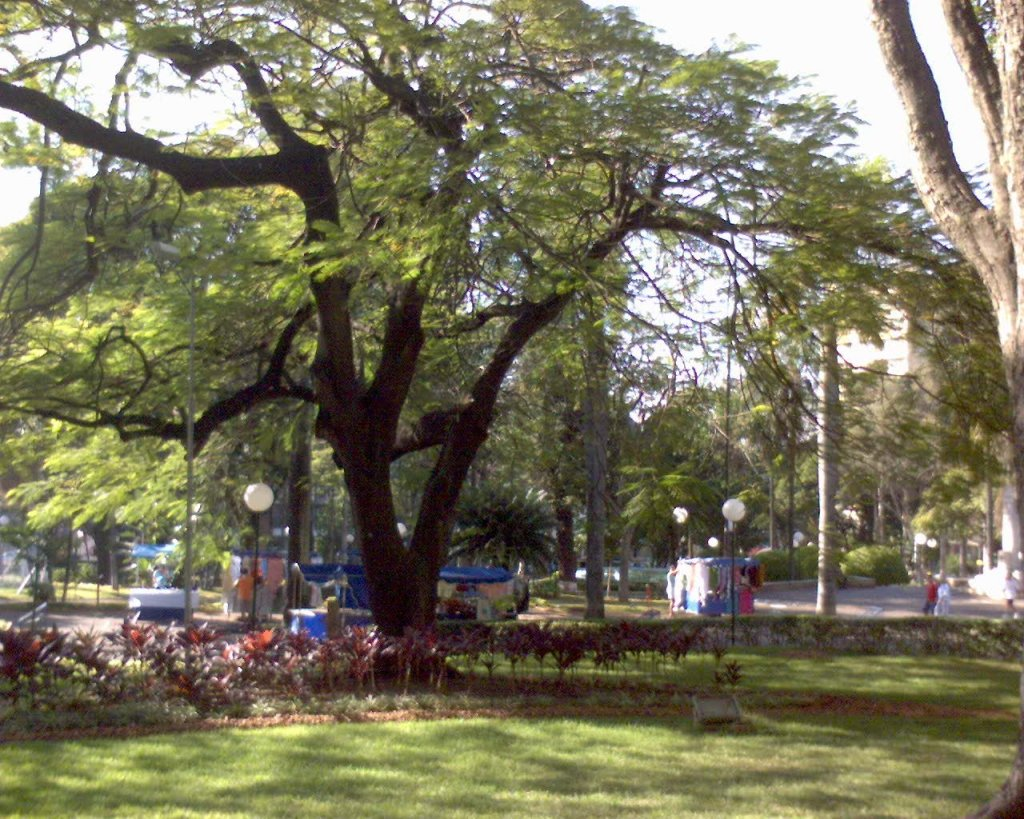
Vista parcial da praça.

A Praça Comendador Müller é um espaço público localizado na área central da cidade de Americana, São Paulo. Com sua localização privilegiada e várias especies de árvores, a área é um ponto muito frequentado pela população em geral e principalmente pelos jovens em fins de semana. Sua fonte iluminada é sua principal atração. 
Seu nome é uma homenagem ao comendador Franz Müller, industrial dono da Fábrica de Tecidos Carioba, que muito contribuiu para o progresso da cidade. A praça conta com dois monumentos, o busto do comendador Müller  e o Monumento ao Soldado Constitucionalista, que homenageia os três jovens americanenses que morreram na Revolução de 1932. São eles Jorge Jones, Aristeu Valente e Fernando de Camargo. 